# باكستان تايمز
باكستان تايمز (1947–1996) كانت صحيفة باكستانية، تأسست في الأصل من قبل شركة التقدم التقدمي اليسارية ومقرها لاهور في باكستان.

## خلفية تاريخية
كانت تملكها وتشغلها ميان افتخار الدين، وهو سياسي من البنجابية كان سابقًا في المؤتمر الوطني الهندي لكن الرابطة الإسلامية لعموم الهند بعد عام 1946. بدأت الصحيفة في 4 فبراير 1947. وكان رئيس تحريرها في الأربعينيات من القرن العشرين هو الشاعر الشيوعي. فايز احمد فايز. بعد إلقاء القبض عليه في عام 1951 فيما يتعلق بقضية روالبندي المؤامرة، شغل مظهر علي خان منصب رئيس التحرير. واصلت صحيفة «باكستان تايمز» أن تكون جريدة مؤثرة في الخمسينيات من القرن الماضي، مع انتقادها استخفاف للحكومة في المشاركة في التحالفات العسكرية التي ترعاها الولايات المتحدة.
خلال النظام العسكري لأيوب خان، فرضت رقابة مسبقة صارمة على الصحافة بما في ذلك صحيفة «باكستان تايمز». في أبريل 1959، استولى النظام على شركة التقدم التقدمي المحدودة بموجب قانون الأمن الباكستاني.
في الثمانينيات، تم طرد عشرة صحفيين وموظفين إداريين في صحيفة «باكستان تايمز» من قبل نظام ضياء الحق بسبب صلاتهم بحركة استعادة الديمقراطية وتوقيعهم نداء لحركة «السلام في السند». تمت خصخصة National Press Trust في عام 1996. وفي نفس العام، تم إغلاق صحيفة Pakistan Times. أعيد إطلاق باكستان تايمز من قبل مجموعة الشباب المحدودة للإنتاج الشبابي للإعلام، والمؤسس المشارك هو عمير أحمد.